# Yang Chuan-Kwang
Yang Chuan-Kwang (10. července 1933 Tchaj-tung - 27. ledna 2007 Los Angeles) byl tchajwanský atlet závodící především v desetiboji. Byl jediným atletem mimo Evropu a Severní Ameriku, který byl držitelem světového rekordu v této disciplíně. Svými výkony si získal přezdívku železný muž z Asie, přestože dlouhodobě žil, trénoval i závodil v Spojených státech amerických.
V roce 1963 překonal tehdejší halový světový rekord ve skoku o tyči výkonem 496 cm a ve stejném roce dne 28. dubna překonal světový rekord i v desetiboji (výkonem 9121/8010 bodů se stal prvním mužem, který překonal hranici 9000 bodů podle starého a 8000 bodů podle současného bodování). Tento rekord pak vydržel celé tři roky, než byl přesně o 100 bodů dle současného bodování překonán Američanem Russem Hodgem.
Vybojoval stříbro v desetiboji na LOH 1960 v Římě a dvě zlaté desetibojařské medaile z Asijských her v roce 1954 v Manile a v roce 1958 v Tokiu. Závodil také v běhu na 400 metrů překážek a 110 metrů překážek.